# Franziska Stoecklin
Franziska Stoecklin (* 11. September 1894 in Basel; † 1. September 1931 ebenda) war eine Schweizer Schriftstellerin und Künstlerin.

## Leben
Stoecklin war die Tochter des Basler Kaufmanns Johann Niklaus Stoecklin (1859–1923) und dessen Frau Genoveva Fanny Stoecklin-Müller (1859–1939). Einer ihrer Brüder war der Maler Niklaus Stoecklin.
Nach dem Besuch der Gewerbeschule in Basel machte sie sich 1913 selbständig und begann ein künstlerisches Bohèmeleben. Im folgenden Jahr reiste sie mit ihrem Bruder Niklaus und einer Freundin nach München, wo sie unter anderen Karl Wolfskehl, Johannes R. Becher, Hugo Ball und Emmy Hennings kennenlernte. Nach Ausbruch des Ersten Weltkriegs kehrte sie in die Schweiz zurück.
1920 heiratete sie Harry Betz, einen Buchhandelsgehilfen aus Zürich. 1928 erfolgte die Scheidung. Nach der Trennung zog sie, schwer herzleidend, in das Tessin, wo sie im Kreis um das Ehepaar Ball-Hennings verkehrte und von Rainer Maria Rilke literarisch gefördert wurde. 1931 starb sie nach einjährigem Aufenthalt im St. Claraspital in Basel.
1920 veröffentlichte sie einen ersten Gedichtband. Es folgten zwei Bände mit lyrischer Prosa und 1925 ein weiterer Gedichtband Die singende Muschel. Die Themen ihrer Lyrik sind Traum, Liebe, Tod und Natur, wobei im ersten Band die Liebeslyrik dominiert, während im zweiten Band das Thema Tod in den Vordergrund tritt. Als Beispiel mag das folgende Gedicht dienen:
Wenn der Mond groß ist

Wenn es Abend wird, fällt mir dein Lächeln ein,

Schwarzer Engel, der meine Träume umnachtet.

Im Herbst saßen wir oft auf den Bänken am Strom,

Stille Kinder, in der abendlichen Sonne.

Wenn dann deine Hand zärtlich über mein Haar strich,

O wie freute sich da die Seele.

Seitdem sind traurige Jahre vergangen,

Ängste und Wahnsinn, zerfallene Abende.

Wenn der Mond groß ist, betet mein bleicher Schatten

In deinem Zimmer verlorene Tänze.
Neben ihrer dichterischen Arbeit war sie Malerin, Lithographin, Holzschneiderin und Stickerin aktiv.

## Ausstellungen
- 1916 Galerie Wolfsberg, Zürich (Tänzerinnen, Seiltänzer)
- 1919 Kunsthaus Zürich
- 1928 Galerie Forter, Zürich (Karnevalsbilder)

## Werke
- Gedichte. Seldwyla, Bern 1920.
- Liebende. Zwei Novellen. Seldwyla, Bern [1921].
- Traumwirklichkeit. Prosadichtungen. Seldwyla [K. Hönn], Zürich 1923.
- Die singende Muschel. Gedichte. Orell Füssli, Zürich 1925.

Ausgabe:
- Lyrik und Prosa. Hgg. von Beatrice Mall-Grob. Paul Haupt, Bern u. a. 1994, ISBN 3-258-04997-1.